# Adolf Kainz
Adolf „Adi“ Kainz (* 5. Juni 1903 in Linz; † 12. Juli 1948) war ein österreichischer Kanute und Olympiasieger.

## Leben
Der gelernte Goldschmied Kainz war eines von 17 Kindern eines Linzer Gärtners. Nachdem aus der erträumten Karriere als Motorradfahrer nichts wurde, saß er erst mit 26 Jahren erstmals in einem Kajak. Bald fand er mit Alfons Dorfner einen Partner, mit welchem er das Training aufnahm.
Durch einige Erfolge bei internationalen Regatten sicherten sie sich die Olympiaqualifikation. Bei den Olympischen Spielen 1936 in Berlin gelang ihnen mit einem fulminanten Finish der Sieg im Kajak-Zweierbewerb über 1000 m (mit einem Rekordvorsprung von mehr als 5 Sekunden) auf einem Breinbauer-Kajak.
Durch den Zweiten Weltkrieg wurde Kainz’ Karriere jäh unterbrochen. Später nahm er zwar das Training wieder auf, starb aber überraschend 1948. In Linz erinnert seit 1997 ein Straßenname, der Kainzweg, an den Olympiasieger.